# Hermann Kinder
Pour les articles homonymes, voir Kinder (homonymie).
Hermann Kinder, né le 18 mai ou le 18 juin 1944 à Thorn et mort le 27 août 2021 à Constance (Allemagne), est un écrivain et professeur de lettres allemand.

## Biographie
Fils d'un professeur de théologie, Kinder a passé son enfance à Ulm, Nuremberg et Münster. Après un baccalauréat classique il a fait des études d'histoire de l'art et d'allemand à Münster, Amsterdam et Constance. Titulaire d'une maitrise en 1968, il a passé son doctorat de philosophie en 1972, travaillant comme maître-assistant à l'université de Constance jusqu'à ce qu'il devienne Akademischer Rat de littérature allemande en 1974. Il a également travaillé aux universités de Klagenfurt et de Shanghai. 
Pour ses œuvres littéraires il a reçu le prix d'Hungertuch en 1987, le Bodensee-Literaturpreis (Prix littéraire du Lac de Constance) de la ville d'Überlingen en 1981, le Prix pour la littérature alémanique en 1996, ainsi que le prix de la ville de Stuttgart.

## Œuvres
- Das Verhältnis von Dichtung und Geschichte in Wilhelm Raabes „Odfeld“ und „Hastenbeck“, Konstanz 1968
- Poesie als Synthese, Frankfurt am Main 1973
- Der Schleiftrog, 1. Aufl. Zürich 1977, Neuauflage Oktober Verlag, (roman)
- Du mußt nur die Laufrichtung ändern, Zürich 1978
- Lauter lieben, Memmingen 1980
- Vom Schweinemut der Zeit, Zürich 1980
- Der helle Wahn, Zürich 1981
- Bürgers Liebe, Frankfurt am Main 1981
- Liebe und Tod, Zürich 1983
- Der Mensch, ich Arsch, Zürich 1983
- Die klassische Sau, Zürich 1986
- Ins Auge, Zürich 1987 (roman)
- Winter am Meer, Bergen 1987 (zusammen mit Eric van der Wal)
- Fremd – daheim, Eggingen 1988
- Kina, Kina, Zürich 1988
- Die böhmischen Schwestern, Zürich 1990
- Der Mythos von der Gruppe 47, Eggingen 1991
- Alma, Zürich 1994
- Von gleicher Hand, Eggingen 1995
- Um Leben und Tod, Hamburg 1997
- Nachts mit Filzstift und Tinte, Eggingen 1998
- Himmelhohes Krähengeschrei, Lengwil 2000
- Die Forellsche Erkrankung, Bordenau [u.a.] 2002 (zusammen mit Peter Marggraf)(Nicole Nelles und Jennifer Hagen)
- Mein Melaten. Der Methusalem-Roman, Frankfurt am Main, 2006
- Berthold Auerbach - "Einst fast eine Weltberühmtheit". Eine Collage, Tübingen 2011